# Coll de Paracolls
El Coll de Paracolls és un coll situat a 899,4 m alt a la carena principal dels Pirineus a cavall dels termes comunals dels Banys d'Arles i Palaldà, a l'antic terme de Montalbà, i d'Arles, tots dos de la comarca del Vallespir, a la Catalunya del Nord.
És a la zona oest del terme comunal dels Banys d'Arles i Palaldà i a l'est del d'Arles, al nord-oest de l'antic lloc de Paracolls, dins de l'antic terme de Montalbà, i al sud-est del Mas Nou d'en Serradell.
Diverses excursions de la zona del Vallespir Mitjà tenen aquest coll com a escenari d'una part del seu recorregut.